# 穆罕默德·沙
穆罕默德·沙（1702年8月7日—1748年4月26日），محمد شاه，亦名Roshan Akhtar，是统治印度次大陆的莫卧儿帝国（1719年-1748年在位）的皇帝。
穆罕默德·沙是巴哈杜爾·沙一世的第四子賈汗·沙的兒子，沙賈汗二世及拉菲·烏德·達拉加特的堂弟。

## 生平
1719年，沙賈汗二世因肺癌逝世。賽義德兄弟又以造王者的身份擁立穆罕默德·沙為皇帝。當時只得十七歲。即位初期，穆罕默德·沙為了打敗另一位王位覬覦者沙賈汗二世及拉菲·烏德·達拉加特的弟弟穆罕默德·易卜拉欣，縱使在賽義德兄弟嚴密看管下，仍沒有反抗。
1720年11月13日，穆罕默德·沙打敗了穆罕默德·易卜拉欣後，他即時準備推翻賽義德兄弟。
穆罕默德·沙在得到海得拉巴國王阿薩夫·賈赫一世的幫助下，分別於1722年在法泰赫普爾西克里將Syed Hussain Ali Khan Barha及1724年將Syed Hassan Ali Khan Barha毒殺。其後，他委任阿薩夫·賈赫一世為首相。
1725年開始莫臥兒帝國與海得拉巴聯合攻打印度教的馬拉地帝國。1731年，莫臥兒帝國於阿美達巴德被馬拉地帝國打敗。1736年，馬拉地帝國發出最後通諜至德里，要求莫臥兒帝國放棄馬圖拉。1737年及1738年，兩國聯軍接連在博帕爾及菲羅扎巴德被馬拉地帝國打敗。最終馬拉地帝國攻入德里，其後穆罕默德·沙給予馬拉地帝國首相巴吉拉奥一世5百萬盧比及授予他摩臘婆總督之職，並將訥爾默達河與昌巴爾河之間的土地割讓及馬拉地帝國。
更不幸的是1739年，伊朗沙阿阿夫沙爾王朝納迪爾沙對印度的遠征中蹂躪了印度西北部諸省，並且攻佔和洗劫了德里。他還偷走了莫臥兒帝國沙賈漢的孔雀寶座。穆罕默德·沙晚年的外交政策因納迪爾沙攻陷德里，而變成聯合伊朗西面的鄂圖曼帝國一同制衡伊朗。
莫臥兒帝國從此走向衰落。此戰後，帝國開始解體，東面的孟加拉首先於1740年宣佈獨立，跟着阿富汗地區的艾哈邁德沙·杜蘭尼從伊朗獨立出來，並於1747年，親自率兵奪取了坎大哈以西的著名要塞加茲尼和山北貿易重鎮喀布爾，控制了興都庫什的主要山口。1748年，艾哈邁德沙渡過印度河，第一次攻佔了拉合爾。莫臥兒帝國首相率軍抵抗，雖然打敗了艾哈邁德沙，但是首相阿薩夫·賈赫一世也因此戰逝世，半生依賴他的穆罕默德·沙受不起此震驚而病死。